# Шибошница
Шибошница је насељено мјесто у Босни и Херцеговини, у општини Челић, које административно припада Федерацији Босне и Херцеговине. Према попису становништва из 2013. у насељу је живио 241 становник.

## Становништво
Према попису становништва из 1991. године, мјесто је имало 294 становника.
| Демографија | Демографија | Демографија |
| Година      | Становника  | Становника  |
| ----------- | ----------- | ----------- |
| 1961.       | 110         |             |
| 1971.       | 150         |             |
| 1981.       | 206         |             |
| 1991.       | 294         |             |
| 2013.       | 241         |             |